# 奴奴干島
奴奴干島是印度尼西亞的島嶼，位於加里曼丹島以東，由東加里曼丹省負責管轄，面積226平方公里，人口109,773，人口密度每平方公里485人。